# San Luis (Pampanga)
San Luis is een gemeente in de Filipijnse provincie Pampanga op het eiland Luzon. Bij de laatste census in 2007 had de gemeente bijna 48 duizend inwoners.

## Geografie

### Bestuurlijke indeling
San Luis is onderverdeeld in de volgende 17 barangays:
| - San Agustin - San Carlos - San Isidro - San Jose - San Juan - San Nicolas - San Roque - San Sebastian - Santa Catalina | - Santa Cruz Pambilog - Santa Cruz Poblacion - Santa Lucia - Santa Monica - Santa Rita - Santo Niño - Santo Rosario - Santo Tomas |

## Demografie
San Luis had bij de census van 2007 een inwoneraantal van 47.517 mensen. Dit zijn 5.963 mensen (14,4%) meer dan bij de vorige census van 2000. De gemiddelde jaarlijkse groei komt daarmee uit op 1,87%, hetgeen lager is dan het landelijk jaarlijks gemiddelde over deze periode (2,04%). Vergeleken met de census van 1995 is het aantal mensen met 11.512 (32,0%) toegenomen.

De bevolkingsdichtheid van San Luis was ten tijde van de laatste census, met 47.517 inwoners op 56,83 km², 633,6 mensen per km².

## Geboren in San Luis
- Luis Taruc (1913), Filipijns communist en leider Hukbalahap (overleden 2005)